# Longipinnati
De Longipinnati zijn een groep uitgestorven zeedieren, behorend tot de Ichthyosauria, die leefde tijdens het Mesozoïcum.
In 1948 benoemde Friedrich von Huene een groep Longipinnati, de 'langvinnigen', voor ichthyosauriërs met lange voorvinnen. 
In 2000 definieerden Michael Werner Maisch en Andreas Matzke een klade Longipinnati als de groep bestaande uit de laatste gemeenschappelijke voorouder van Cymbospondylus petrinus en Ophthalmosaurus icenicus, en al zijn afstammelingen. 
Maisch & Matzke wisten een aantal gedeelde afgeleide kenmerken, synapomorfieën, van de groep vast te stellen. Het ravenbeksbeen heeft een gereduceerd voorste uitsteeksel. De kop van het opperarmbeen is niet duidelijk van de schacht te onderscheiden. Het cilindervormige deel van de schacht is gereduceerd tot een deuk of afwezig. De voorste vin heeft de eerste digitus, middenhandsbeen plus vinger, verloren. Het pisiforme handwortelbeentje is kleiner dan de ellepijp of afwezig. De onderste tweede tot en met vierde carpalia zijn gelijk in grootte. Het vijfde middenhandsbeen heeft en rechte of holle achterrand of is afwezig. Het schaambeen en zitbeen hebben sterk bolle binnenranden en vormen geen vergroeiing met hun tegenhangers. Het aantal tenen is minder dan vijf.
De groep omvat alle ichthyosauriërs meer afgeleid dan de Mixosauria. Zij ontstond vermoedelijk in het vroege Trias en stierf uit in het Krijt.